# Svartkronad sångare
Svartkronad sångare (Phylloscopus herberti) är en fågel i familjen lövsångare inom ordningen tättingar.

## Utseende och läte
Svartkronad sångare har grå undersida och grön ovansida. På huvudet är den svart på hjässan och tydligt beigefärgad på strupe och ansikte, tudelat av ett svart ögonstreck. Sången består av en snabb och ljus serie, cirka en halv sekund lång.

## Utbredning och systematik
Svartkronad sångare delas in i två underarter med följande utbredning:
- Phylloscopus herberti camerunensis – förekommer i högländer i sydöstra Nigeria och västra Kamerun
- Phylloscopus herberti herberti – förekommer på Bioko (Guineabukten)

### Släktestillhörighet
DNA-studier visar att släktet Phylloscopus är parafyletiskt gentemot Seicercus. Dels är ett stort antal Phylloscopus-arter närmare släkt med Seicercus-arterna än med andra Phylloscopus (däribland svartkronad sångare), dels är inte heller arterna i Seicercus varandras närmaste släktingar. Olika taxonomiska auktoriteter har löst detta på olika sätt. De flesta expanderar numera Phylloscopus till att omfatta hela familjen lövsångare, vilket är den hållning som följs här. Andra flyttar bland andra svartkronad sångare till ett expanderat Seicercus.

## Levnadssätt
Svartkronad sångare hittas i fuktiga bergsskogar, både inne i skog och runt skogskanter.

## Status och hot
Arten har ett stort utbredningsområde, men tros minska i antal, dock inte tillräckligt kraftigt för att den ska betraktas som hotad. Internationella naturvårdsunionen IUCN listar arten som livskraftig (LC).  Världspopulationen har inte uppskattats men den beskrivs som vanlig eller lokalt vanlig.

## Namn
Fågelns vetenskapliga artnamn hedrar Herbert Alexander (1874-1946), engelsk konstnär och författare och bror till Boyd Alexander som beskrev arten 1903.